# 25565 Lusiyang
25565 Lusiyang (tên chỉ định: 1999 XM175) là một tiểu hành tinh vành đai chính. Nó được phát hiện bởi dự án Nghiên cứu tiểu hành tinh gần Trái Đất Lincoln ở Socorro, New Mexico, ngày 10 tháng 12 năm 1999. Nó được đặt theo tên Lu Siyang, a Chinese high school student whose plant sciences team project won second place ở the 2009 Giải thưởng Khoa học và Kỹ thuật Intel.